# Pachylophus alienus
Pachylophus alienus är en tvåvingeart som beskrevs av Malloch 1927. Pachylophus alienus ingår i släktet Pachylophus och familjen fritflugor. Inga underarter finns listade i Catalogue of Life.